# Un figlio a metà - Un anno dopo
Un figlio a metà - Un anno dopo è una miniserie televisiva trasmessa su Rai 2 nel 1994 e poi replicato più volte anche negli anni duemila; è il seguito di Un figlio a metà. Il protagonista è sempre interpretato da Gigi Proietti.

## Trama
Il doppiatore Sandro Giacomelli, un anno dopo aver riportato il figlio Luca in Italia, è ormai a un passo da un nuovo matrimonio con Francesca (dopo quattro anni di convivenza), il giorno previsto per le nozze la donna dà alla luce una bambina, chiamata Valeria. Luca fin dall'inizio è molto geloso della sorellina così decide di raggiungere la madre Nathalie a Parigi nell'estate, anche con il consenso del padre.
Luca però, una volta in Francia, instaura un pessimo rapporto con Jean-Paul, il nuovo marito della madre, così il bambino chiama il padre Sandro perché lo vada a riprendere. Nathalie ed il marito ricorrono alla legge per avere l'affidamento del bambino.
Intanto Sandro perde il suo lavoro da doppiatore ed è costretto a fare il parcheggiatore; inoltre instaura una storia con una regista di teatro e per tale motivo la compagna Francesca lo caccerà di casa. Per fortuna Carlo, dopo essere tornato a vivere in Italia, ospita Sandro e Luca in casa propria.